# Adrian Păunescu
Adrian Păunescu (Bălţi, 20 de julho de 1943 – Bucareste, 5 de novembro de 2010) foi um poeta, jornalista e político romeno. Embora criticado por elogiar o ex-líder comunista Nicolae Ceaușescu, Păunescu foi chamado de "o poeta mais famoso da Romênia" em uma história da Associated Press, citada pelo The New York Times.

## Livros publicados
- Ultrasentimente (1965)
- Mieii primi (1966)
- Fântâna somnambulă (1968)
- Cărțile poștale ale morții (1970)
- Aventurile extraordinare ale lui Hap și Pap (1970)
- Viata de exceptii (1971)
- Sub semnul întrebării (1971)
- Istoria unei secunde (1971)
- Lumea ca lume (1973)
- Repetabila povară (1974)
- Pământul deocamdată (1976)
- Poezii de până azi (1978)
- Sub semnul întrebării (1979)
- Manifest pentru sănătatea pământului (1980)
- Iubiți-vă pe tunuri (1981)
- De la Bârca la Viena și înapoi (1981)
- Rezervația de zimbri (1982)
- Totuși iubirea (1983)
- Manifest pentru mileniul trei (1984)
- Manifest pentru mileniul trei (1986)
- Locuri comune (1986)
- Viața mea e un roman (1987)
- Într-adevăr (1988)
- Sunt un om liber (1989)
- Poezii cenzurate (1990)
- Romaniada (1993–1994)
- Bieți lampagii (1993–1994)
- Noaptea marii beții (1993–1994)
- Front fără învingători (1995)
- Infracțiunea de a fi (1996)
- Tragedia națională (1997)
- Deromânizarea României (1998)
- Cartea Cărților de Poezie (1999)
- Meserie mizarabilă, sufletul (2000)
- Măștile însîngerate (2001)
- Nemuritor la zidul morții (2001)
- Până la capăt (2002)
- Liber să sufăr (2003)
- Din doi în doi (2003)
- Eminamente (2003)
- Cartea Cărților de Poezie (2003)
- Logica avalanșei (2005)
- Antiprimăvara (2005)
- Ninsoarea de adio (2005)
- Un om pe niște scări (2006)
- De mamă și de foaie verde (2006)
- Copaci fără pădure (2006)
- Vagabonzi pe plaiul mioritic (2007)
- Rugă pentru părinți (2007)
- Încă viu (2008)
- Libertatea de unică folosință (2009)

## Presença em Antologias de Língua Inglesa
- Testament – Anthology of Modern Romanian Verse / Testament – Antologie de Poezie Română Modernă - Bilingual Edition English & Romanian – Daniel Ioniță (editor e tradutor), com Eva Foster e Daniel Reynaud – Minerva Publishing – 2012, second ed. 2015 – ISBN 978-973-21-1006-5
- Testament – Anthology of Romanian Verse – American Edition - monolingual English edition - Daniel Ioniță (editor e tradutor), com Eva Foster, Daniel Reynaud e Rochelle Bews – Australian-Romanian Academy for Culture – 2017 – ISBN 978-0-9953502-0-5
- The Bessarabia of my Soul / Basarabia Sufletului meu – a collection of poetry from the Republic of Moldova - bilingual English & Romanian - Daniel Ioniță and Maria Tonu (editor), com Eva Foster, Daniel Reynaud e Rochelle Bews – MediaTon – Toronto -Canada – 2018 – ISBN 978-1-7751837-9-2
- Testament - 400 Years of Romanian Poetry - 400 de ani de poezie românească - edição bilingue - Daniel Ioniță (editor e principal tradutor) com Daniel Reynaud, Adriana Paul & Eva Foster - Editura Minerva, 2019 - ISBN 978-973-21-1070-6